# Panicum perrieri
Panicum perrieri är en gräsart som beskrevs av Aimée Antoinette Camus. Panicum perrieri ingår i släktet vipphirser, och familjen gräs. Inga underarter finns listade i Catalogue of Life.